# Rute
Rute (nemško Bärental) so okoli 7 kilometrov dolga dolina v pogorju Karavank v Avstriji, tik za slovensko mejo. Dolina je nemško ime (Medvedja dolina) dobila po medvedih, ki so nekoč naseljevali dolino, danes pa je mogoče opaziti le posamezne osebke, ki pridejo preko meje iz Slovenije. Dolina leži v občini Bistrica v Rožu (nem. Feistritz im Rosental) na avstrijskem Koroškem. Znana je kot izhodišče za izlete in pohode na okoliške vrhove, med njimi Stol, najvišji vrh Karavank.